# 哈薛
哈薛（英語：/ˈheɪziəl/，羅馬化：H̱azā'ēl，直译：「上帝看见了」，羅馬化：Ḫa-za-'-ilu）原来为大臣，后来成为亚兰国王，被圣经提及。 在他的统治下，亚兰大马士革 扩张成为一个疆域涵盖大部分叙利亚和以色列的帝国。

## 但遗址石碑（Tel Dan Stele）
但遗址石碑 被大多数学者认为是哈薛王在打败以色列和犹大国王后树立的。 最近在迦特 的考古发掘发现了哈薛围攻和征服迦特的大量证据。泰尔·泽塔在公元前九世纪被毁也可能是哈薛军事征服的结果。犹大国王约阿施抢在哈薛入侵之前将王宫和圣殿的大量财物上贡哈薛，避免了被攻打。